# Cresta Run
Koordinaten: 46° 30′ 9,3″ N, 9° 50′ 42,2″ O; CH1903: 784691 / 152973
Die Cresta Run ist eine Eisbahn in der Schweizer Gemeinde St. Moritz. Auf der Bahn werden seit 1885 die Cresta-Rennen ausgetragen. Sportlicher Höhepunkt ist seither der jeden Winter ausgetragene „The Grand National“. Nach dem Zweiten Weltkrieg hat sich der Italiener Nino Bibbia als erster Seriensieger dieses Rennens durchgesetzt.
Damit konnte er frühere Spitzenfahrer wie die Engländer Lord Northesk und Capt J.S. Coats, die Amerikaner Jack und Jennison Heaton, Billy Fiske und Doug Connor übertrumpfen. Schweizer vermochten erst ab den 1970er Jahren an der Spitze mitzumischen. Bruno Bischofberger, Poldi Berchtold, Christian Bertschinger sowie die Brüder Reto und Franco Gansser vermochten danach aber viele Jahre, die Briten in Schach zu halten. Mit Marcel Melcher, Nico Baracchi und Johannes Badrutt gelang es dann auch einheimischen Engadinern, sich in die Siegerliste des „Grand National“ einzutragen. In den letzten Jahren waren dann mit James Sunley ein Engländer und mit Lord Wrottesley ein Ire, die dem wichtigsten Rennen der Saison jeweils den Stempel aufdrückten.
Bei den Olympischen Winterspielen 1928 und 1948 fanden auf der Bahn jeweils die Rennen im Skeleton statt. 1928 hiess der Sieger Jack Heaton (USA) und 1948 Nino Bibbia (ITA).

## Bahndaten
Die Streckenlänge beträgt 1214 m, der Höhenunterschied 157 m. Das Gefälle beträgt 1 zu 8,7 bis 1 zu 2,8 (Höhenmeter zu Streckenmeter). Die Strecke verläuft zwischen St. Moritz und Celerina, bleibt aber im Gegensatz zum Olympia Bob Run St. Moritz–Celerina näher an der Falllinie.
Es gibt zwei Startpunkte, die „Top“ (volle Streckenlänge) und „Junction“ (um ein Drittel verkürzt) heissen. Anfänger dürfen nur von „Junction“ starten. Es gibt zehn Kurven, deren berühmteste (eher berüchtigtste) „Shuttlecock“ („Federball“) genannt wird. Da das Profil der Strecke eher ein breites, oben offenes „U“ ist, können die Schlitten auch die Bahn verlassen. Die genannte Kurve dient als Sicherheitsventil für zu schnelle, unkontrollierte Schlitten, damit diese nicht bis in den unteren, gefährlicheren Teil der Bahn kommen. Die Abflugzone wird mit Strohballen gesichert. Fahrer, die diese Zone erreichen, werden in den „Shuttlecock Club“ aufgenommen.
Höhepunkt der Aktivitäten des Shuttlecock Clubs ist das jährliche Shuttlecock Dinner. Es wird vom jeweiligen Shuttlecock-Präsidenten, einem prominenten Mitglied, organisiert. Bekannte frühere Präsidenten sind Constantin von Liechtenstein, Gianni Agnelli, Gunter Sachs, Sir Dudley Cunliffe-Owen, Hans Küderli, Rolf Sachs, Trevor Baines, Marcel Melcher, Lord Dalmeny, Fritz Burkard, Graf Luca Marenzi, Marc M.K. Fischer, Lord Wrottesley und Sven Ley.
Es werden Spitzengeschwindigkeiten von bis zu 140 km/h erreicht, die durchschnittliche Geschwindigkeit für einen Lauf kann bis zu 90 km/h betragen. Der Streckenrekord vom Startpunkt Top aus beträgt 49,92 Sekunden und wird seit 2015 vom Briten Lord Wrottesley gehalten.
Die Saison beginnt je nach Wetter um Weihnachten und endet am ersten Wochenende im März. Volljährige Gaststarter dürfen an „freien“ Tagen trainieren.